# Соба 17
Соба 17 је југословенски ТВ филм из 1965. године. Режирао га је Миша Мирковић а сценарио је базиран на причи Едит Несбит.

## Улоге
| Глумац             | Улога |
| ------------------ | ----- |
| Павле Богатинчевић |       |
| Карло Булић        |       |
| Марко Маринковић   |       |